# 플라이트 93 (2006년 극장 영화)
《플라이트 93》(United 93)은 미국, 영국, 프랑스에서 제작된 폴 그린그래스 감독의 2006년 범죄, 드라마 영화이다. 오팰 알라딘 등이 주연으로 출연하였고 팀 베번 등이 제작에 참여하였다.

## 출연

### 주연
- 오팰 알라딘
- 에릭 레드맨
- 벤 슬리니
- 수잔 블로마에르트

### 조연
- 피터 헤르만
- 타라 휴고
- 코리 존슨

## 기타
- 라인프로듀서: 메이리 벳
- 협력프로듀서: 마이클 브로너
- 협력프로듀서: 케이트 솔로몬
- 미술: 도미닉 왓킨스
- 시각효과: 피터 치앙
- 의상: 다이나 콜린
- 배역: 아만다 맥키 존슨
- 배역: 캐시 샌드리치
- 배역: 존 허바드
- 배역: 다니엘 허버드
- 배역: 시그 드 미구엘

## 같이 보기
- 월드 트레이드 센터 (영화)